# Lindsey Thomas
 (décembre 2019).
Si vous disposez d'ouvrages ou d'articles de référence ou si vous connaissez des sites web de qualité traitant du thème abordé ici, merci de compléter l'article en donnant les références utiles à sa vérifiabilité et en les liant à la section « Notes et références ».
Lindsey Thomas est une footballeuse française, née le 27 avril 1995 à Saint-Claude en Guadeloupe. Elle évolue au poste d'attaquante à la Juventus.

## Biographie

### Carrière en club
Originaire de Terre-de-Haut dans l'archipel des Saintes, où elle a grandi chez sa grand-mère et se forme au club local de l'Association de la Jeunesse sportive saintoise (AJSS) avec les garçons (faute d'équipe féminine), Lindsey Thomas part à Bordeaux où elle évolue au poste d'attaquante.
Après trois saisons en Challenge national U19 avec le club de Montpellier MHSC (2011-2014), elle intègre l'équipe première héraultaise (2014-2017) puis joue à Dijon et en Suisse. Lors de la saison 2018-2019, elle est déléguée club de l'UNFP au sein du Dijon FCO.
En 2019, elle est recrutée par l'AS Roma, avec laquelle elle remporte la Coupe d'Italie féminine de football en 2021.

## Statistiques et palmarès

### Statistiques
Le tableau suivant présente, pour chaque saison, le nombre de matchs joués et de buts marqués dans le championnat national, en Coupe de France (Challenge de France) et éventuellement en compétitions internationales. Le cas échéant, les sélections nationales sont indiquées dans la dernière colonne.
| Saison    | Club                 | Championnat | Championnat | Championnat | Coupe nationale | Coupe nationale | Coupe nationale | Sélections nationales | Sélections nationales | Sélections nationales |
| Saison    | Club                 | Type        | Matchs      | Buts        | Type            | Matchs          | Buts            | Type                  | Matchs                | Buts                  |
| 2010-2011 | ES Blanquefortaise B | DH          |             |             | -               | -               | -               | -                     | -                     | -                     |
| 2011-2012 | Montpellier HSC      | CNF19       | 15          | 10          | CdF             | 1               | 0               | -                     | -                     | -                     |
| 2012-2013 | Montpellier HSC      | CNF19 + D1  | 17 + 1      | 21 + 0      | -               | -               | -               | -                     | -                     | -                     |
| 2013-2014 | Montpellier HSC U19  | CNF19       | 17          | 23          | -               | -               | -               | U19 + U20             | 4 + 1                 | 1 + 0                 |
| 2014-2015 | Montpellier HSC      | D1          | 3           | 2           | CdF             |                 |                 | U20                   | 2                     | 0                     |

### Palmarès

#### En club
- Finaliste de la Coupe de France : 2012 (Montpellier HSC)
- Vainqueur du Challenge National U19 : 2012 et 2013 (Montpellier HSC)
- Championne de DH Aquitaine : 2011 (ES Blanquefortaise B)
- Vainqueur de la Coupe d'Italie féminine de football : 2021 (AS Roma)[1]

#### En sélection
- France U20
  - Troisième de la Coupe du monde des moins de 20 ans : 2014 au Canada
- France U19
  - Championne d'Europe des moins de 19 ans :  2013 au Pays de Galles

#### Distinctions personnelles
- 2e meilleure buteuse du Challenge National U19 : 2013 (21 buts) et 2014 (23 buts)